# Жестокий мир
«Жестокий мир» (англ. Cruel World) — американский независимый художественный фильм в жанре триллера, поставленный режиссёром Келси Ховардом. Фильм повествует о созданном реалити-шоу, в котором герои, его покидающие, отправляются не домой, а в руки убийцы-маньяка.
Премьера состоялась 1 сентября 2005 года. 8 апреля 2008 года фильм был выпущен на DVD.

## Сюжет
Филип очень хотел участвовать в реалити-шоу, и был уверен, что у него это здорово получается. Поэтому он не мог поверить в то, что его отправили домой. Придя в себя от такого позора, парень задумал создать собственное шоу, со своими правилами игры. Он пригласил группу молодых парней и девушек, в том числе свою возлюбленную, и засадил их подальше от окружающих в большом, красивом особняке.
Компания поначалу была в восторге, ведь помимо азарта и интриги сколько было внимания! Рассчитывая на известность в лицах миллионов телезрителей, ребята не сразу поняли, что одним единственным зрителем является сам Филип. Он собирается мстить за свой провал. И тем, кто выбывает из проекта, стоит расстраиваться не из-за проигрыша, а из-за того, что теперь их ждет самое что ни на есть суровое наказание…

## В ролях
| Актёр                | Роль            |
| -------------------- | --------------- |
| Эдвард Ферлонг       | Филип Маркхам   |
| Дэниел Францезе      | Клод Макркхам   |
| Эндрю Кигэн          | Бобби           |
| Сьюзан Уорд          | Эшли            |
| Сано Лэйк            | Руби            |
| Лаура Рэмси          | Дженни          |
| Айми Гарсиа          | Джина           |
| Джоэль Майкли        | Джек            |
| Нэйт Паркер          | Техно           |
| Николь Бильдербак    | Никко           |
| Брайан Герати        | Коллин          |
| Джейми Прессли       | Кэтрин Андерсон |
| Сэмюэл Пейдж         | Дэниел Андерсон |
| Джеймс Патрик Стюарт | Офицер Грейди   |

## Производство
Съемки начались в июле 2004 года и проходили в Альбукерке (Нью-Мексико, США).